# Георгієвка (район імені Лазо)
Гео́ргієвка (рос. Георгиевка) — село у складі району імені Лазо Хабаровського краю, Росія. Адміністративний центр Георгієвського сільського поселення.

## Населення
Населення — 1431 особа (2010; 1457 у 2002).
Національний склад (станом на 2002 рік):
- росіяни — 96 %